# Mario Messinis
Mario Messinis (Venezia, 7 marzo 1932 – Venezia, 8 settembre 2020) è stato un critico musicale e musicologo italiano.

## Biografia
Docente e bibliotecario, dal 1958, del Conservatorio Benedetto Marcello di Venezia – incarico che tenne fino al 1996 –, dal 1962 Messinis svolse attività di critico musicale sulle colonne del “Gazzettino”.
I suoi interessi spaziarono dai grandi compositori veneziani – antichi e moderni – come Andrea e Giovanni Gabrieli, Gian Francesco Malipiero, Maderna e Nono, alla cosiddetta “Nuova Musica”, passando attraverso le figure di Beethoven e Rossini.
Direttore dal 1979 al 1989 e dal 1992 al 1996 della Biennale Musica di Venezia, Messinis ricoprì diversi incarichi in importanti enti e istituzioni musicali.
Nel periodo compreso tra il 1986 e il 1994, fu direttore artistico delle Orchestre RAI di Torino e Milano. Nel biennio 1991-92 ha diretto la sezione musica delle Orestiadi di Gibellina. Nella stagione 1995-96 assunse la direzione dell’Orchestra Sinfonica Siciliana mentre dal 1997 al 2000 fu sovrintendente del Teatro La Fenice di Venezia.
Con Giovanni Morelli diresse la collana “Musica Critica” della casa editrice veneziana “Marsilio”.
Direttore artistico, dal 1992 al 2019, del Bologna Festival, dal 2001 al 2004 insegnò storia della musica presso la IUAV.
È morto a Venezia nel 2020.

## Pubblicazioni
Lista parziale
- Fryderyk Chopin, La Musica Enciclopedia Storica, (a cura di Alberto Basso), Vol. II, p. 1-20, Torino, UTET, 1966
- Toscanini interprete di Wagner, in L'osservatore politico letterario, n. 12, Roma, 1967.
- (a cura di), Omaggio a Malipiero, «Fondazione Giorgio Cini - Studi di musica veneta», vol. 4, Firenze, Olschki, 1977.
- L'avanguardia classica: Bruno Maderna, Luciano Berio, Luigi Nono, in Il contributo italiano alla storia del pensiero. Musica, Roma, Istituto della Enciclopedia Italiana, 2018.
- Ah, les beaux jours! A birthday offering on march 7, 2002. Cronache musicali 1965-2002, raccolte da P. Pinamonti, «Fondazione Giorgio Cini - Civiltà veneziana. Saggi», vol. 47, Firenze, Olschki, 2002.